# Konstantin Alexejewitsch Satunin

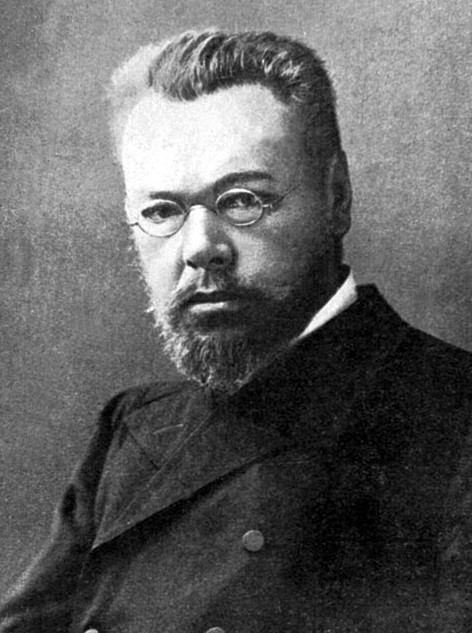
Konstantin Alexejewitsch Satunin

Konstantin Alexejewitsch Satunin (russisch Константин Алексеевич Сатунин; * 20. Maijul. / 1. Juni 1863greg. in Jaroslawl; † 10. Novemberjul. / 23. November 1915greg. bei Mzcheta) war ein russischer Zoologe.

## Leben
Satunin studierte an der Universität Moskau mit Abschluss 1890. Ab 1893 arbeitete er in der Seidenbau-Station im Kaukasus.
1907 wurde Satunin im Departement für Ackerbauwirtschaft Senior-Spezialist für angewandte Zoologie und Jagd im Kaukasus. Er beschrieb viele neue Arten von Säugetieren in Russland und Zentralasien, darunter den Kaukasischen Maulwurf (Talpa caucasica), die Kaukasische Bachspitzmaus (Neomys teres, Syn.: Neomys schelkovnikovi Satunin, 1913) und den Roborowski-Zwerghamster (Phodopus roborovskii). Er verfasste Arbeiten zur Fauna des Kaukasus (hauptsächlich Wirbeltiere), zur Insektenkunde, zur Ichthyologie, zur Ornithologie, zur Herpetologie, zur Zoogeographie, zum Seidenbau, zur Jagdwissenschaft, zur Fischerei u. a. Er untersuchte den Kaspischen Tiger von Prischibinskoje (Göytəpə, Rajon Jalilabad) und verglich ihn mit einem Pferd. Seine Beschreibung der Mugansteppe erschien 1913.
Satunin ist Autor mit dem Autorenkürzel Satunin in Taxa.